# Панченко Сергій Ілліч
Сергій Ілліч Панченко (6 жовтня 1900, с. Межиріч, Лебединський повіт, Харківська губ., нині Сумський район, Сумська область — розстріляний 14 січня 1938, Харків) — український педагог, викладач Сумського педагогічного інституту (нині — Сумський державний педагогічний університет імені А. С. Макаренка). Жертва сталінських репресій.

## Життєпис
Сергій Ілліч Панченко народився 6 жовтня 1900 р. в с. Межиріч на Лебединщині в незаможній селянській сім'ї.
1921 р. закінчив Охтирські 4-річні Вищі педагогічні курси ім. Б. Грінченка за фахом викладача-груповода.
На початку 1920-х рр. брав активну участь у боротьбі з дитячою безпритульністю: працював керівником дитбудинку в Охтирці (1921), вихователем київського дитбудинку № 2 (1922) та комуни «Новий світ» на Сумщині (1923—1925).
Навчався у Київському інституті народної освіти за фахом викладача української мови, одночасно — у Вищому музично-драматичному інституті імені М. Лисенка (1921—1923).
У 1920—1923 рр. був членом Української комуністичної партії. Після арешту керівників УКП в 1923 р. призначений підпільним центром секретарем Київського губкому УКП.
З жовтня 1925 р. працював інспектором Сумського окружного відділу народної освіти по роботі на селі. Брав участь в роботі по ліквідації неписьменності, обіймав посаду редактора газети для малописьменних «На штурм неписьменності». Нагороджений грамотою за успішну ліквідацію неписьменності в Сумській окрузі за 1929—1930 рік. У зв'язку з ліквідацією округи, 1930 переведений на роботу до секції наросвіти Сумської міської ради.
У 1932—1934 рр. працював викладачем кафедри педагогіки Сумського педагогічного інституту. Автор численних статей з української літератури і педагогіки.
Відповідно до розпорядження Народного комісаріату освіти, з вересня 1933 р. навчання в педінституті стало вестися за двома мовними секторами: українським (завідувач С. І. Панченко) та російським. Проте в 1933—1934 навчальному році 98 % заяв були подані на український сектор, тому інститут був змушений укомплектувати п'ять груп замість передбачуваних трьох. Всі групи українського сектору були укомплектовані із перебільшенням, тоді як по російському сектору був недобір. Керівництву вузу було вказано на незадовільну постановку пропагандистської роботи серед населення Сумщини і рекомендовано уникати такої проблеми в майбутньому.
20 лютого 1935 року С  І. Панченко був звільнений із посади викладача Сумського педінституту як націоналіст і дворушник через те, що «працюючи в інституті в 1934/35 р. р., коли було виявлено групу лекторів націоналістів, контрреволюціонерів — Панченко всебічно прикривав їх і сприяв їх ворожій діяльності».
17 вересня 1937 року за сфальсифікованим звинуваченням арештований як учасник антирадянській організації. Працюючи в педінституті він нібито проводив антирадянську агітацію в націоналістичному дусі, зорієнтовану на відрив України від СРСР.
Розстріляний 14 січня 1938 р. у м. Харків, місце поховання невідоме.
Посмертно реабілітований Сумським обласним судом 16 жовтня 1963 р..

## Родина
1927 року Сергій Ілліч Панченко одружився з Ганною Григорівною Скалозуб (1898—1972), яка після закінчення Лебединської гімназії працювала вчителькою у с. Великі Будки Лебединського повіту (нині Роменський район, Сумська область). Її батько покинув сім'ю і помер, коли дівчинці було 9 років. Мати — Євдокія Данилівна Скалозуб (Бурлюк) (1873—1953), уродженка с. Рябушки Лебединського повіту, походила з славнозвісного роду Бурлюків. Вона сама виховувала четверо дітей, 42 роки працювала вчителькою та директоркою Великобудківської школи. Донька Ганна допомагала матері, вела уроки в школі з 15 років. У січні 1925 року Ганна Григорівна в складі делегації Харківської губернії побувала на Першому всесоюзному з'їзді вчителів у Москві. Після одруження Ганна Григорівна жила в Сумах, закінчила педагогічний інститут, працювала в місцевих школах — викладала хімію, біологію, географію. Пережила нацистську окупацію, бо з двома малолітніми дітьми не змогла виїхати в евакуацію. Після звільнення міста Суми брала активну участь у відбудові освітянської галузі, працювала вчителькою та завучем у середніх школах № 12 та № 13. Виростила і виховала двох дітей — доньку Нінель Сергіївну (1929—2001) та сина Леонарда Сергійовича (1931—2023). 1953 року вийшла на пенсію. Тавро дружини ворога народу лежало на Ганні Григорівні Панченко до 1963 року, коли чоловіка реабілітували. Померла 19 січня 1972 р., похована на Засумському кладовищі в Сумах.